# Irene Balaguer i Felip
Irene Balaguer i Felip   (Barcelona, 23 de febrer de 1948 - 28 de desembre de 2018) va ser una mestra d'educació infantil i pedagoga catalana. Fou presidenta de l'Associació Rosa Sensat entre 2006 i 2015. També era membre de la Fundació Marta Mata, de la qual fou una de les creadores, havent arribat a ocupar el càrrec de vicepresidenta. Va destacar-se per la seva lluita a favor de l'escola pública de qualitat, l'escola bressol i els drets dels infants. També va formar part del consell assessor del Diari de l'Educació.
El 1981 fundà la revista in-fàn-ci-a amb vocació de constituir un fòrum viu de comunicació, reflexió, diàleg i col·laboració per a tots els que estan relacionats amb l'atenció i l'educació dels infants de 0 a 6 anys. El 1990 la revista in-fan-ci-a en castellà i el 2001 Infància a Europa, publicada en 15 llengües.
El 2011 va crear la revista digital infancia latinoamericana amb la idea d'articular una xarxa entre professionals del món de la infància dels països llatinoamericans per l'intercanvi d'idees i experiències pedagògiques.

## Publicacions[5]
- Balaguer Felip, Irene; Odena, Pepa. «L´lambit formal: l'educació infantil». A: Repensar la pedagogia, avui.  Societat Catalana de Pedagogia. Institut d'Estudis Catalans, 2001, p. 71-78. ISBN 84-7283-609-6 [Consulta: 30 desembre 2018].
- Balaguer Felip, Irene; Altimir, David. «La cotidianidad y sus valores». A: Educación infantil y valores, 1999, p. 75-114. ISBN 84-330-1367-X.
- Balaguer Felip, Irene. «Necesidades sociales en educación infantil: perspectivas de la Unión Europea». A: La educación infantil a debate.  Fondo Editorial de Enseñanza [FEDE], 1999, p. 57-63. ISBN 84-95038-11-0.
- Balaguer Felip, Irene. «Educación Infantil y política municipal: Ayuntamiento de Barcelona». A: Congreso de infancia (Vol. 2).  Ministerio de Educación y Ciencia, 1995, p. 87-94. ISBN 84-89149-16-X.